# Thor: Ragnarok
Thor: Ragnarok è un film del 2017 diretto da Taika Waititi.
Basato sul personaggio di Thor di Marvel Comics, è il 17º film del Marvel Cinematic Universe (MCU) e sequel di Thor: The Dark World (2013).
Prodotto dai Marvel Studios e scritto da Eric Pearson, Craig Kyle e Christopher Yost, il film è interpretato da Chris Hemsworth, Tom Hiddleston, Cate Blanchett, Idris Elba, Jeff Goldblum, Tessa Thompson, Karl Urban, Mark Ruffalo e Anthony Hopkins. In Thor: Ragnarok, Thor deve fermare sua sorella maggiore Hela, intenzionata a sottomettere Asgard e i Nove Regni.
Lo sviluppo di un terzo film su Thor cominciò nel gennaio 2014, e nell'ottobre seguente venne confermato il ritorno di Hemsworth e Hiddleston. Nell'ottobre 2015 Waititi venne annunciato come regista e Ruffalo si unì al cast, riprendendo il ruolo di Hulk dai precedenti film del MCU; il film contiene infatti elementi tratti dal fumetto Planet Hulk. Nel maggio 2016 venne annunciato il resto del cast.

## Trama
Nei due anni successivi alla battaglia di Sokovia, Thor ha vagato per il cosmo alla ricerca delle Gemme dell'infinito ed è ora prigioniero del demone Surtur. Quest'ultimo rivela a Thor che suo padre Odino non si trova più ad Asgard e che il regno degli dèi verrà presto distrutto dal Ragnarök, una volta che Surtur avrà unito la sua corona con la Fiamma Eterna. Thor si libera e lo sconfigge, prendendo la sua corona.
Thor torna ad Asgard e scopre che Loki è vivo e finge di essere Odino. Thor lo costringe ad accompagnarlo dal padre; grazie all'aiuto di Stephen Strange, Thor e Loki rintracciano Odino in Norvegia. Odino rivela loro di essere prossimo alla morte e che con la sua dipartita Hela, la sua primogenita, verrà liberata dalla prigione in cui era stata rinchiusa millenni prima. Hela era il braccio destro di Odino e insieme a lui conquistò i Nove Regni, ma quando la sua brama di potere crebbe a dismisura Odino fu costretto a imprigionarla. Odino muore e subito dopo appare Hela che distrugge il martello di Thor, Mjolnir; Thor e Loki cercano di fuggire su Asgard attraverso il Bifrǫst, ma Hela li insegue e li scaraventa nello spazio. Hela giunge ad Asgard e si proclama nuova regina, massacrando l'esercito della città e i Tre guerrieri, resuscitando il suo esercito di morti e il suo fedele lupo Fenris. Con l'aiuto dell'asgardiano Skurge, Hela decide di usare il Bifrǫst per andare alla conquista degli altri mondi, ma Heimdall ruba la spada che controlla il ponte e fugge.
Nel frattempo, Thor precipita sul pianeta Sakaar, un pianeta-discarica circondato da numerosi wormhole. Thor viene catturato da una cacciatrice di taglie chiamata SR-142, che lo consegna al governatore del pianeta, il Gran Maestro. Thor incontra anche Loki, che è riuscito a entrare nelle grazie del Gran Maestro, e scopre che SR-142 è in realtà l'ultima sopravvissuta delle Valchirie, leggendarie combattenti di Asgard uccise da Hela. Thor viene costretto dal Gran Maestro a combattere contro il suo vecchio amico Hulk; Thor riesce quasi a sconfiggerlo, ma il Gran Maestro manipola la gara per far vincere Hulk. Dopo il combattimento, Thor cerca di convincere Hulk e SR-142 a fuggire con lui per salvare Asgard, ma entrambi rifiutano. Thor fugge e raggiunge il Quinjet che portò Hulk su Sakaar; Hulk lo segue per riportarlo indietro e Thor attiva erroneamente una registrazione video di Natasha Romanoff che fa trasformare Hulk in Bruce Banner per la prima volta dopo due anni.
Il Gran Maestro ordina a SR-142 e Loki di trovare Thor e Hulk, ma SR-142 decide di aiutare Thor e gli consegna Loki che, avendo perso la fiducia del Gran Maestro, decide di seguirli. SR-142 libera gli altri gladiatori che, guidati da Korg e Miek, danno inizio a una rivolta. Loki aiuta il gruppo a trovare un'astronave per fuggire ma cerca di tradire Thor, che anticipa le sue mosse e lo lascia stordito su Sakaar. Thor, Banner e SR-142 attraversano un wormhole e arrivano ad Asgard, dove Hela sta attaccando Heimdall e i cittadini inermi. Banner si trasforma nuovamente in Hulk per combattere Fenris, mentre Thor e SR-142 affrontano Hela. Loki e i gladiatori giungono in soccorso e aiutano i cittadini di Asgard a fuggire a bordo di un'astronave rubata al Gran Maestro. Skurge, pentito delle sue azioni, si sacrifica per permettere all'astronave di fuggire. Durante il combattimento contro Hela, Thor perde un occhio; in quel momento ha una visione di Odino e capisce che l'unico modo per sconfiggere Hela è scatenare Ragnarök e distruggere Asgard, poiché Hela trae il suo potere da esso. Thor manda Loki a recuperare la corona di Surtur per immergerla nella Fiamma Eterna; Surtur rinasce e distrugge Asgard, uccidendo così Hela. Thor e gli altri fuggono a bordo dell'astronave insieme ai cittadini di Asgard. Thor diventa il nuovo re di Asgard e decide di portare i suoi sudditi sulla Terra.
In una scena durante i titoli di coda, il gruppo viene fermato da un'immensa astronave che blocca loro il passaggio. Nella scena dopo i titoli di coda, il Gran Maestro cerca di placare gli animi dei rivoltosi su Sakaar.

## Personaggi

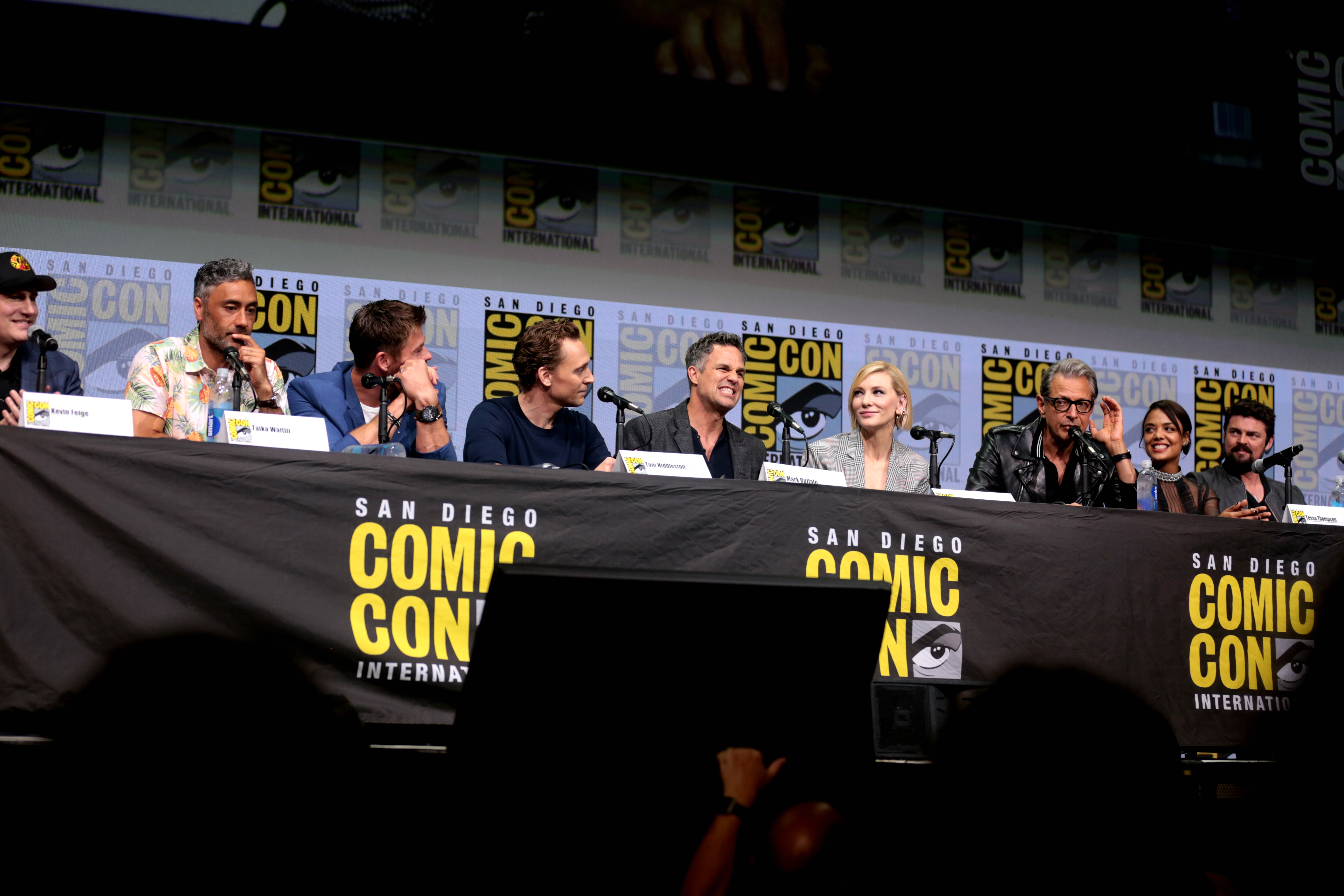
Kevin Feige, Taika Waititi e il cast del film al San Diego Comic-Con 2017

- Thor, interpretato da Chris Hemsworth: il principe ereditario di Asgard, ispirato all'omonima divinità della mitologia norrena, che vaga per il cosmo portando ordine e cercando informazioni sulle Gemme dell'infinito.[1][2] Il produttore esecutivo Brad Winderbaum descrisse Thor come un "pistolero solitario",[2] mentre il regista Taika Waititi aggiunse di aver preso spunto per il personaggio da Jack Burton di Grosso guaio a Chinatown.[3] Parlando del lavoro sul personaggio, Waititi affermò: "Amo gli eroi che affrontano delle vere disavventure e ne escono completamente cambiati. [...] Succedono molte cose a Thor nel film... per me, Ragnarok significa strappare via le basi del personaggio e ricostruirlo in un modo nuovo".[3] Hemsworth espresse interesse nel vedere il suo personaggio relazionarsi maggiormente con Bruce Banner in quanto i due non avevano interagito molto nei precedenti film, aggiungendo di sperare di vedere una storia per il duo simile a quella di Butch Cassidy e Sundance Kid.[4]
- Loki, interpretato da Tom Hiddleston: fratello adottivo e nemesi di Thor, ispirato all'omonima divinità.[5][6] Secondo Hiddleston, Loki "è divertente da interpretare, anche dopo 4 anni dalla prima volta [...] perché riesce a escogitare sempre nuovi modi per un imbroglione". Riguardo all'inclusione di Hulk, Hiddleston affermò che Loki "ha un conto in sospeso" con lui dopo gli avvenimenti di The Avengers.[7] Parlando del rapporto con Thor, Hiddleston affermò che "i sentimenti di Loki nei confronti della sua famiglia sono complicati. Non ha mai interpretato i suoi sentimenti verso Odino e Thor come ostili. Vuole semplicemente avere un'occasione di stare sul trono".[8]
- Hela, interpretata da Cate Blanchett: Dea della Morte e primogenita di Odino, viene liberata dopo millenni di prigionia;[9] è ispirata alla divinità norrena Hel.[6][10] Blanchett spiegò che durante la sua prigionia Hela "è diventata sempre più arrabbiata" e che una volta libera "non ha alcuna intenzione di tornare dentro".[11] Il design di Hela è ispirato a quello visto nella serie Thor: Dio del Tuono di Jason Aaron, mentre il potere di Hela di "creare un numero infinito di armi" è ispirato al potere di Gorr, un altro personaggio apparso nella stessa serie.[12] Per prepararsi al ruolo Blanchett lavorò insieme alla stuntwoman Zoë Bell e studiò capoeira.[13]
- Heimdall, interpretato da Idris Elba: la sentinella Asgardiana che vigila sul Bifrǫst, ispirato all'omonima divinità.[6]
- Il Gran Maestro, interpretato da Jeff Goldblum: uno degli Antichi dell'Universo e fratello del Collezionista, è un essere cosmico affascinato dal gioco e dal rischio, che ama manipolare forme di vita inferiori come gli umani e governa sul pianeta Sakaar.[6][9][14] Goldblum definì il personaggio "un edonista" e affermò che Waititi lo aveva incoraggiato a improvvisare spesso sul set affinché "facesse suo" il personaggio.[15]
- Valchiria, interpretata da Tessa Thompson: una guerriera asgardiana ispirata alla figura mitologica di Brunilde; un tempo membro delle guardie personali di Odino, si nasconde su Sakaar e lavora per il Gran Maestro.[6][9] Thompson firmò un contratto per apparire in altri film del Marvel Cinematic Universe.[6][16] Riguardo al casting della Thompson, attrice afroamericana, come Valchiria, personaggio biondo e caucasico nei fumetti, il regista Taika Waititi dichiarò che "il colore della pelle o dei capelli non ha importanza. Non è parte fondante del personaggio [...] volevo semplicemente la persona migliore per questo ruolo e Tessa lo era".[17] Riguardo alla fedeltà del personaggio con il materiale d'origine, Thompson affermò che ci sono numerose versioni di Valchiria nei fumetti e "sono tutte così diverse, per cui abbiamo avuto molta libertà.[12]
- Skurge, interpretato da Karl Urban: un guerriero asgardiano.[6][14] In preparazione al ruolo, Urban si è parzialmente rasato la testa e si è allenato duramente.[18]
- Bruce Banner / Hulk, interpretato da Mark Ruffalo: un geniale scienziato che, dopo essere stato esposto ai raggi gamma, si trasforma in un mostro quando è arrabbiato o sotto stress e combatte come gladiatore sul pianeta Sakaar.[9][19] Riguardo al rapporto che si forma nel film tra lo scienziato e Thor, Ruffalo lo paragonò a quello presente nel film Prima di mezzanotte tra i personaggi di Charles Grodin e Robert De Niro.[20] Ruffalo spiegò che Hulk "è molto più un personaggio rispetto al mostro verde pieno di rabbia visto nei film degli Avengers. Si dà delle arie. È come un dio".[9] In seguito Ruffalo aggiunse che dopo essere rimasto in "modalità Hulk permanente" per due anni, il personaggio avrebbe parlato, paragonando il suo vocabolario a quello di un bambino.[21] Waititi affermò che il personaggio sarebbe stato molto più cosciente e controllato di quanto non fosse nei precedenti film del MCU, e che questo elemento era stato deciso di comune accordo in quanto avrebbe influenzato il personaggio nelle apparizioni a venire.[22]
- Odino, interpretato da Anthony Hopkins: il re di Asgard, padre di Thor e genitore adottivo di Loki, che lo ha bandito sulla Terra.[8] È ispirato all'omonima divinità.[6]

Inoltre Tadanobu Asano, Ray Stevenson e Zachary Levi riprendono i loro ruoli dei Tre guerrieri Hogun, Volstagg e Fandral dai precedenti film di Thor. Benedict Cumberbatch riprende il ruolo del dr. Stephen Strange da Doctor Strange. Rachel House interpreta Topaz, assistente del Gran Maestro. Waititi interpreta Korg, un gladiatore di Sakaar amico di Thor. Waititi ha inoltre dato le movenze tramite motion capture a Surtur, doppiato in originale da Clancy Brown. Stan Lee appare in un cameo nel ruolo del barbiere che taglia i capelli a Thor. Sam Neill, Luke Hemsworth, Matt Damon e Charlotte Nicdao appaiono in un cameo nei panni di un gruppo di attori che mettono in scena gli eventi di The Dark World, rispettivamente nelle vesti di Odino, Thor, Loki e Sif. Scarlett Johansson appare nei panni di Natasha Romanoff tramite filmati d'archivio presi da Avengers: Age of Ultron.

## Produzione

### Sviluppo
Durante la promozione di Thor: The Dark World nell'ottobre 2013, Chris Hemsworth dichiarò che il suo contratto prevedeva un altro film di Thor e altri due film degli Avengers, ma che sarebbe stato felice di farne altri se il pubblico li avesse voluti. Kevin Feige dichiarò che nel finale di The Dark World sono presenti degli indizi sul terzo film, aggiungendo: "abbiamo decisamente una storia che vogliamo raccontare". Nel gennaio 2014, i Marvel Studios annunciarono che Craig Kyle e Christopher Yost avrebbero scritto la sceneggiatura per un terzo film di Thor, prodotto nuovamente da Feige. Nel luglio seguente, Feige dichiarò che la storia principale era già stata delineata. Nell'ottobre 2014 Hemsworth confermò che, dopo Avengers: Age of Ultron, il suo prossimo film del MCU sarebbe stato Thor 3.

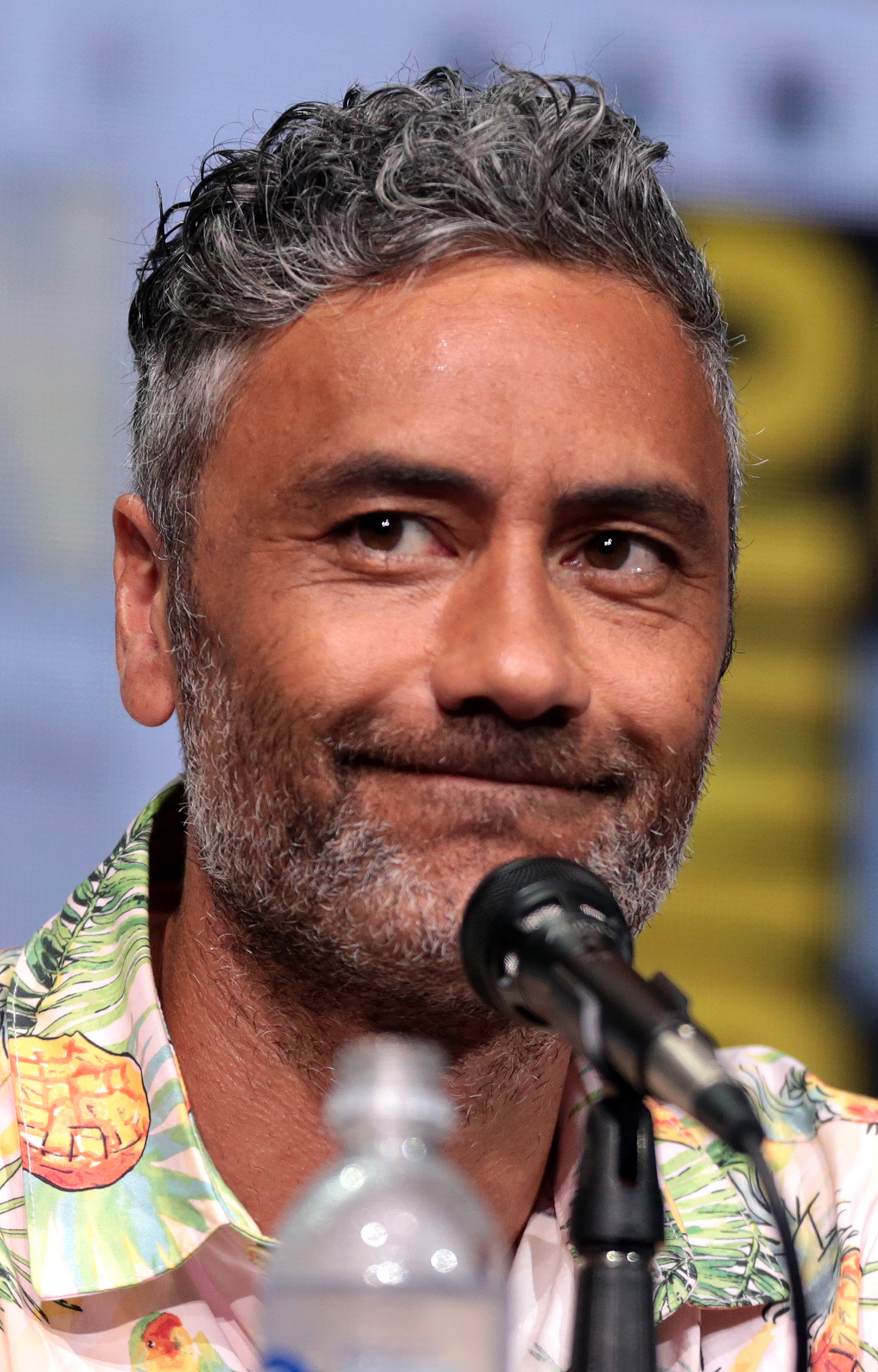
Taika Waititi al San Diego Comic-Con 2017

Il film venne annunciato ufficialmente il 28 ottobre 2014, con una data di uscita fissata al 28 luglio 2017, e venne confermato il ritorno di Hemsworth e Tom Hiddleston. Feige definì la pellicola "molto importante per la Fase Tre" e rivelò che sarebbe cominciata subito dopo gli eventi di Age of Ultron. Nel febbraio 2015, la Marvel spostò la data di uscita al 3 novembre 2017. Ad aprile 2015, Feige dichiarò che il film era ancora in fase di scrittura e che la Marvel era in attesa di un soggetto. Nel giugno 2015, Feige dichiarò che il regista, un secondo sceneggiatore e il cast sarebbero stati annunciati "verso la fine dell'estate", e che le riprese sarebbero cominciate nel giugno 2016. Nello stesso mese il regista di The Dark World Alan Taylor negò qualsiasi suo possibile coinvolgimento nel sequel, affermando: "La mia esperienza con la Marvel è stata qualcosa di estremamente doloroso perché, mentre giravamo, avevo totale libertà creativa, ma poi, in post-produzione, è diventato un altro film. Spero di non dover mai rivivere qualcosa del genere e non la auguro a nessuno". Al San Diego Comic-Con International 2015 Jaimie Alexander confermò che avrebbe ripreso il ruolo di Sif nel film.
A ottobre venne riportato che Taika Waititi, Ruben Fleischer, Rob Letterman e Rawson Marshall Thurber erano in lizza per dirigere il film. La Marvel presentò ai candidati registi le varie idee che avevano per il film e gli chiese di tornare con un'idea di come avrebbe dovuto essere secondo loro. Waititi creò un sizzle reel per dare un'idea del tono del film usando spezzoni di varie pellicole, tra cui Grosso guaio a Chinatown. Nello stesso mese, Mark Ruffalo entrò in trattative per riprendere il ruolo di Bruce Banner / Hulk dai precedenti film del MCU, e Waititi venne confermato come regista. Sul perché avesse accettato di dirigere il film, avendo dichiarato nel 2012 di non essere interessato ai "grandi progetti, dove l'arte viene sacrificata in favore del profitto", Waititi rispose di considerarsi "solo un ospite nell'universo cinematografico Marvel, ma con la libertà creativa di fare ciò che voglio". Sempre a ottobre il ministro degli esteri australiano Julie Bishop annunciò che le riprese si sarebbero tenute in Australia, e poco dopo Ruffalo confermò la sua presenza nel film. A novembre, Hemsworth spiegò che il film avrebbe avuto un tono più leggero rispetto ai precedenti film di Thor, similmente a Guardiani della Galassia". Alla fine del mese, Stellan Skarsgård dichiarò che, se la Marvel l'avesse voluto, sarebbe stato felice di riprendere il ruolo di Erik Selvig. Nel febbraio 2016 Skarsgard confermò che non sarebbe apparso nel film.
Nel dicembre 2015 Stephany Folsom venne chiamata per riscrivere la sceneggiatura, e Cate Blanchett entrò in trattative per un ruolo nel film. Nello stesso mese Feige rivelò che Thor: Ragnarok si sarebbe svolto principalmente nello spazio, diversamente dagli altri film di Thor. In seguito Feige tornò sull'argomento, affermando che "ci sono solo un paio di scene ambientate sulla Terra nel film. L'80-90% del film è ambientato nel cosmo. [...] Ci sono un sacco di pianeti al di fuori dei Nove Regni che vedremo nel film".

### Pre-produzione
La pre-produzione del film cominciò nel gennaio 2016. Ruffalo descrisse il film come un road movie e dichiarò che delle riprese aggiuntive si sarebbero tenute a Sydney. Waititi rivelò di aver lavorato alla sceneggiatura, aggiungendoci tocchi di humor. Riguardo all'aspetto da road movie del film, Waititi dichiarò di aver preso ispirazione da film come 48 ore, Shakespeare a colazione e Un biglietto in due. Il mese seguente, Blanchett venne confermata nel ruolo di Hela e Skasgard confermò che non avrebbe partecipato al film. A marzo, Alexander dichiarò di non essere più certa della sua partecipazione per via delle riscritture della sceneggiatura e per gli impegni presi con la serie televisiva Blindspot. Nell'aprile 2016 Tessa Thompson entrò nel cast nel ruolo del nuovo interesse amoroso di Thor, mentre Natalie Portman confermò che non avrebbe ripreso il ruolo di Jane Foster dai precedenti film. Nel maggio 2016 la Marvel confermò il casting di Blanchett e di Thompson, quest'ultima nel ruolo di Valchiria, e annunciò l'ingresso nel cast di Jeff Goldblum nel ruolo del Gran Maestro e di Karl Urban nel ruolo di Skurge. Venne inoltre confermato il ritorno di Idris Elba e Anthony Hopkins nei rispettivi panni di Heimdall e di Odino. The Hollywood Reporter riportò inoltre che Alexander non sarebbe apparsa nel film a causa dei suoi impegni con la serie televisiva Blindspot, tuttavia l'attrice commentò di non preoccuparsi di una sua eventuale assenza dal film. Nel giugno 2016 venne confermato che le riprese sarebbero cominciate il 4 luglio seguente. La Weta Workshop si occupò di creare gli oggetti di scena del film.
Prima che i set creati per Doctor Strange venissero demoliti, Waititi ne approfittò e scrisse e diresse una scena con Thor e Dottor Strange, interpretato da Benedict Cumberbatch. Scott Derrickson, regista di Doctor Strange, definì la scena "praticamente perfetta" per mostrare l'inclusione di Strange nel più grande Marvel Cinematic Universe, e la scena è presente dopo i titoli di coda di Doctor Strange. Per prepararsi al film Waititi si consultò con il fisico teorico Clifford Johnson, che aveva già collaborato con la Marvel nella seconda stagione di Agent Carter, riguardo al viaggio nello spazio, e permise a Johnson di leggere alcune bozze della sceneggiatura.
Waititi definì Thor: Ragnarok come uno "science fantasy anni '70/'80" e come uno dei film più "avventurosi e spaziali della Marvel", affermando inoltre di voler ignorare i precedenti film incentrati sul personaggio e di aver ricevuto molta libertà creativa dai Marvel Studios. Tra le ispirazioni maggiori per l'aspetto visivo del film Waititi citò il co-creatore di Thor Jack Kirby. Il produttore esecutivo Brad Winderbaum aggiunse che, oltre a Kirby, la produzione si era ispirata all'arco narrativo Ragnarok di Walter Simonson, "prendendo alcuni elementi divertenti sia sul piano stilistico che su quello narrativo", e a Thor: Dio del Tuono di Jason Aaron e Esad Ribić, che ha ispirato il design di Hela e alcuni dei suoi poteri. Waititi descrisse il pianeta Sakaar, ripreso dalla storyline Planet Hulk, come un "luogo pazzesco e futuristico", mentre Winderbaum lo descrisse come "l'isola delle anime perdute... è un pianeta bloccato nello spazio in mezzo a numerosi wormhole che sputano roba sul pianeta da eoni... è la discarica dell'universo". Nel film è presente anche il Regno di Muspelheim, descritto dallo scenografo Dan Hennah come una sfera di Dyson che assorbe energia da una stella morente".
Waititi affermò che nonostante gli eventi del film siano collegati a Avengers: Infinity War, il film non solo si sarebbe retto sulle sue gambe, ma avrebbe anche reinventato il franchise, spiegando: "Molto di quello che stiamo facendo è, in un certo modo, smantellare e distruggere la vecchia idea e ricostruirla in modo nuovo. Tutti quanti hanno un approccio leggermente nuovo ai loro personaggi, per cui sembra quasi il primo film di Thor". In seguito Waititi aggiunse: "Ho visto gli altri film e li rispetto, ma non posso stare troppo tempo a pensare al film come al terzo di una trilogia perché sarei costretto a rispettare quello che c'è stato prima e quello che ci sarà dopo. [Thor: Ragnarok] deve essere un film standalone perché questa potrebbe essere l'unica occasione che ho per farlo. Voglio creare la mia versione di un film Marvel e voglio farlo nel modo migliore possibile". Gli eventi del film hanno luogo quattro anni dopo quelli di Thor: The Dark World, due anni dopo quelli di Avengers: Age of Ultron e avvengono nello stesso periodo di Captain America: Civil War e Spider-Man: Homecoming. A tal proposito Winderbaum affermò che "nella Fase Tre le cose avvengono l'una sopra l'altra, non si incastrano come nella Fase Uno". Winderbaum paragonò l'impatto di Thor: Ragnarok sul MCU a quello avuto da Captain America: The Winter Soldier: Nella Fase Uno abbiamo stabilito tutta la cosmologia che riguarda Asgard, Odino e alcune regole che si pensava fossero immutabili e che non potessero cambiare mai. [Thor: Ragnarok] rompe queste regole in modo molto simile a quanto fatto da The Winter Soldier con lo S.H.I.E.L.D.".

### Riprese

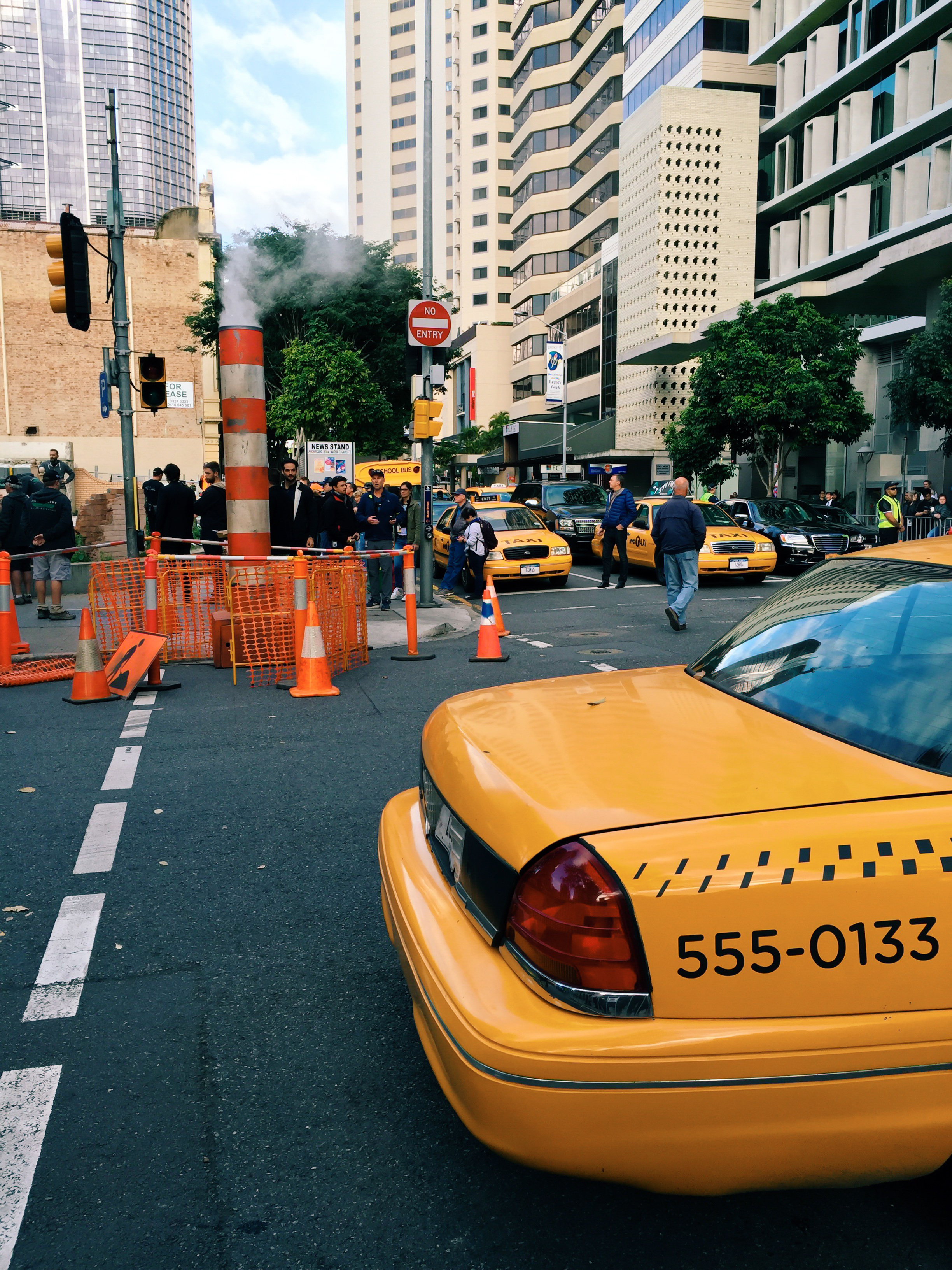
Il set del film nel distretto affaristico centrale di Brisbane

Le riprese cominciarono il 4 luglio 2016 ai Village Roadshow Studios di Oxenford, Gold Coast, nel Queensland, utilizzando tutti e nove i teatri di posa degli studi, con Javier Aguirresarobe come direttore della fotografia e Dan Hennah come scenografo. Ulteriori riprese si tennero in diverse zone del Queensland e a Sydney. All'inizio delle riprese venne riportato che Eric Pearson aveva collaborato alla sceneggiatura del film, informazione confermata nel gennaio 2017 dalla stessa Marvel. Alla fine del mese, al San Diego Comic-Con International, venne esposta una riproduzione dell'armatura da gladiatore di Hulk, rivelando che parte del film sarebbe stata ispirata alla storyline Planet Hulk. Alcuni concept art rivelarono inoltre la presenza nel film di Surtur e del lupo Fenris.
La produzione investì più di 100 milioni di dollari australiani nel Queensland, oltre ad assumere 750 persone del posto. Intorno ad agosto il set del film fu teatro di una polemica quando oltre 100 operai impiegati nella costruzione dei set vennero licenziati, nonostante in molti avessero affermato che gli era stato garantito un lavoro fino a ottobre o novembre 2016, e venne riportato che i membri della troupe dalla Nuova Zelanda avevano ricevuto un trattamento privilegiato rispetto ai lavoratori australiani. Il premier del Queensland Palaszczuk affermò che i lavoratori erano stati licenziati poiché i lavori di costruzione del set erano "semplicemente finiti". Parlando dei membri della troupe Waititi, che è di discendenza maori, affermò di essersi impegnato ad assumere lavoratori indigeni e aborigeni australiani, oltre a neozelandesi, affermando: "È una responsabilità che abbiamo nei confronti delle popolazioni indigene. Veniamo in un paese e portiamo dei soldi nell'economia e creiamo dei lavori, ma penso che la responsabilità maggiore sia nei confronti di chi ha meno opportunità". Delle riprese si sono tenute dal 22 al 25 agosto 2016 nel distretto affaristico centrale di Brisbane, trasformato per l'occasione in New York. Nel settembre 2016 Sam Neill rivelò di avere una parte del film. Le riprese terminarono il 28 ottobre 2016; nello stesso giorno Waititi rivelò che Miek sarebbe apparso nel film.
Secondo Waititi, l'80% dei dialoghi del film è improvvisato, in modo da creare "un'atmosfera molto tranquilla e collaborativa" tra il cast e tentare di replicare il tono e la sensibilità dei precedenti film di Waititi, che affermò: "Il mio modo di lavorare è che spesso sto dietro la macchina da presa, o a fianco della macchina da presa, a urlare alle persone cose come 'Di' questo, di' questo! Dillo in questo modo!"

### Post-produzione
Nel febbraio 2017 Rachel House rivelò di avere una parte del film. Nel luglio 2017 si tennero tre settimane di riprese aggiuntive ad Atlanta. Al San Diego Comic-Con International 2017 venne rivelato che House avrebbe interpretato Topaz, assistente del Gran Maestro, e Waititi rivelò che Clancy Brown avrebbe dato voce in originale a Surtur. Nello stesso mese vennero pubblicati i crediti del film, in cui Pearson era indicato come unico sceneggiatore del film e come co-autore della storia insieme a Kyle e Yost, accreditati in coppia. Folsom protestò con la Marvel per aver pubblicato i crediti, facendo notare che la Writers Guild of America (WGA) non aveva ancora determinato i crediti finali del film. Nel settembre 2017 Folsom tornò sull'argomento, rivelando che la Marvel aveva tentato di accreditarla come co-autrice della storia, ma a causa delle regole imposte dalla WGA la richiesta era stata respinta. Alla fine del mese la Marvel pubblicò i crediti aggiornati del film, rimuovendo i crediti per la storia e accreditando la sceneggiatura a Pearson, Kyle e Yost. Nell'ottobre seguente venne rivelato che Tadanobu Asano, Ray Stevenson e Zachary Levi avrebbero ripreso i rispettivi ruoli di Hogun, Volstagg e Fandral dai precedenti film di Thor.
Gli effetti visivi sono curati dagli studi di San Francisco e Vancouver della Industrial Light & Magic, con il supporto di Base FX, Animatrik, Virtuos, Framestore; Method Studios Vancouver, Digital Domain, Rising Sun Pictures, Luma Pictures, D Negative, Iloura, Image Engine, Trixter, The Secret Lab, WhiskeyTree Inc, Fin Designs + Effects e Perception.

## Colonna sonora
Nell'agosto 2016 venne riportato che Mark Mothersbaugh avrebbe composto le musiche per il film. La colonna sonora contiene delle rielaborazioni dei temi musicali di Patrick Doyle dal primo film e di Brian Tyler dal secondo film e Avengers: Age of Ultron e del tema The Lonely Man, composto da Joe Harnell per la serie televisiva L'incredibile Hulk.
Nel film sono presenti inoltre i brani Immigrant Song dei Led Zeppelin e Pure Imagination dal film Willy Wonka e la fabbrica di cioccolato.

## Promozione
Nel luglio 2016, al San Diego Comic-Con International, venne esposta una riproduzione dell'armatura da gladiatore di Hulk. Venne inoltre proiettato un breve mockumentary umoristico diretto da Waititi, intitolato Team Thor, che mostra dov'erano Thor e Banner durante gli eventi Captain America: Civil War. Il mockumentary venne in seguito pubblicato online e incluso nei contenuti speciali dell'edizione home video di Civil War.
Il 10 aprile 2017 venne distribuito il teaser trailer del film. Il teaser ottenne 136 milioni di visualizzazioni nelle prime ventiquattrore. Nel luglio 2017, in occasione del San Diego Comic-Con International, venne distribuito il primo trailer del film.

## Distribuzione

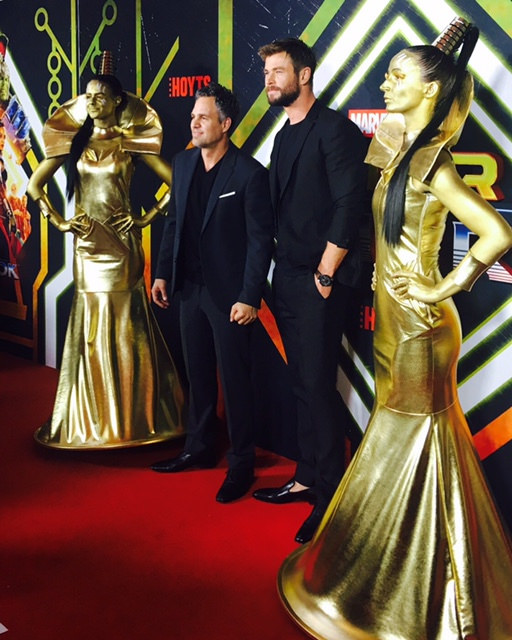
Mark Ruffalo e Chris Hemsworth all'anteprima del film a Sydney

### Data di uscita
La première di Thor: Ragnarok si è tenuta il 10 ottobre 2017 all'El Capitan Theatre di Los Angeles. È stato distribuito il 25 ottobre 2017 in Italia e il 3 novembre 2017 negli Stati Uniti, anche in 3D, IMAX e IMAX 3D.

### Edizione italiana
La direzione del doppiaggio e i dialoghi italiani sono stati curati da Marco Guadagno, per conto della Dubbing Brothers Int. Italia.

## Accoglienza

### Incassi
Thor: Ragnarok ha incassato 315058289 $ nel Nord America e 540243517 $ nel resto del mondo, per un incasso complessivo di 855301806 $, a fronte di un budget di produzione di $180 milioni.
Il film è il nono maggior incasso mondiale del 2017 e l'ottavo maggiore incasso nel Nord America del 2017.

#### Nord America
Alle anteprime del giovedì sera in Nord America il film ha incassato $14.5 milioni, mentre nel primo giorno di programmazione ha incassato $46.5 milioni in 4,080 schermi. Invece nel weekend d'esordio il film ha incassato $122.7 milioni.

#### Internazionale
Nel primo week-end di programmazione il film ha incassato internazionalmente $109.1 milioni. Al 29 ottobre 2017 i mercati maggiori erano Regno Unito ($16.2 milioni), Sud Corea ($15.7 milioni), Australia ($8.4 milioni), Brasile ($8.1 milioni) e Francia ($7.7 milioni).

### Critica
Il film è stato accolto positivamente dalla critica, con molti che lo definiscono il miglior film su Thor finora mai prodotto. Sull'aggregatore di recensioni Rotten Tomatoes ha un indice di gradimento del 93% basato su 440 recensioni, con un voto medio di 7,6 su 10. Il consenso critico del sito recita: "Emozionante e soprattutto divertente, Thor: Ragnarok è una colorata avventura cosmica che stabilisce un nuovo standard per il suo franchise e per il resto del Marvel Cinematic Universe". Su Metacritic ha un voto di 74 su 100 basato su 51 recensioni.
Sheri Linden di The Hollywood Reporter lodò la padronanza di Waititi nel maneggiare "la stravaganza CGI da guerra dei mondi", accogliendo con favore il tono più leggero da lui portato, così da rendere persino i principali cattivi della storia "scioccamente divertenti", magnificamente supportato da Cate Blanchett e Jeff Goldblum. Alonso Duralde di TheWrap scrisse: "sia le battute che i combattimenti, si noti, sono eccellenti, quindi sia che tu vada a vedere un film di supereroi per pura evasione o per l'azione pulsante, otterrai ciò che vuoi". Peter Travers di Rolling Stone assegnò alla pellicola tre stellette su quattro, descrivendola "il film Marvel più divertente di sempre" e lodando inoltre il cambiamento di tono e direzione del film, paragonandolo favorevolmente a Guardiani della Galassia. Mick LaSalle del The San Francisco Chronicle lodò le performance attoriali di Hemsworth, Hiddleston, Blanchett, Thompson, Goldblum e Ruffalo, scrivendo come si senta che la sceneggiatura del film "ha fiducia nei propri personaggi e nella sua invenzione, e così evita la ripetizione e rimane fresco".
Richard Roeper del Chicago Sun-Times recensì positivamente il film, definendo "eccezionali" le performance del cast e la regia di Waititi "gioiosamente sciocca e camp, e meravigliosamente autoreferenziale". Egli lodò inoltre l'utilizzo fatto nella colonna sonora della canzone Immigrant Song dei Led Zeppelin nella scena della battaglia finale, definito "perfettamente sincronizzato". Matt Zoller Seitz del sito RogerEbert.com diede al film tre stellette su quattro, paragonando positivamente Hemsworth a Cary Grant: "Il carisma di Hemsworth tiene insieme [Thor: Ragnarok] ogni volta che minaccia di sfilacciarsi". Justin Chang del Los Angeles Times apprezzò in particolare la performance della Blanchett nel ruolo di Hela, definendola "una malvagia incredibilmente sexy", ed accostando il tono del film a quello di classici del passato come Flash Gordon, Guerre stellari, e Willy Wonka e la fabbrica di cioccolato. Robbie Collin del The Daily Telegraph assegnò al film quattro stellette su cinque, definendolo "uno dei migliori film [Marvel] di sempre". Michael Phillips del Chicago Tribune definì splendide le prove attoriali di Hiddleston e Thompson. Egli fece anche notare come un simile stile di regia da parte di Waititi potesse ricordare il "lavoro parodistico" di Edgar Wright, e definì il film "insolitamente vivace".
Peter Debruge di Variety definì il film "assurdo", ma lodò la performance di Goldblum. Stephanie Zacharek della rivista Time recensì negativamente la pellicola scrivendo che "Thor: Ragnarok è pieno zeppo di veicoli spaziali, zoommate e rumorose battaglie di tuoni, ma l'eccesso stravagante del film è più narcotizzante che eccitante." Zacharek aggiunse inoltre che "persino il povero Thor sembra perdersi nel tutto, anche se si suppone che dovrebbe essere il protagonista", criticando anche gli effetti speciali giudicati come "un'istanza di divertimento eccessivo" e l'intera pellicola "un coma di effetti speciali". Manohla Dargis del The New York Times definì la storia "un poco interessante miscuglio di risse, macchinazioni e utili coincidenze" ma ammise che Hemsworth "sembra più a suo agio e più felice in Ragnarok rispetto ai precedenti film di Thor, cosa che è forse il maggior merito di Waititi, probabilmente."
Luca Liguori sul sito Movieplayer.it critica principalmente il nuovo tono leggero da commedia del film, le troppe battute e lo svilimento del personaggio di Hulk, ridotto a mera spalla comica, concludendo la sua recensione scrivendo: "Nonostante diverta e intrattenga, il film di Taika Waititi vuole essere troppe cose insieme e non riesce mai davvero ad andare in profondità".

## Riconoscimenti
- 2018 – Critics' Choice Awards[131]
  - Candidatura ai migliori effetti speciali
  - Candidatura al miglior film d'azione
  - Candidatura al miglior attore in un film commedia a Chris Hemsworth
- 2018 – Empire Awards
  - Candidatura al miglior film
  - Candidatura al miglior regista a Taika Waititi
  - Candidatura al miglior debutto femminile a Tessa Thompson
  - Candidatura al miglior sci-fi/fantasy
  - Candidatura ai migliori costumi a Mayes C. Rube
  - Candidatura al miglior trucco e acconciatura
  - Candidatura ai migliori effetti visivi
  - Candidatura alla miglior scenografia a Dan Hennah e Ra Vincent

- 2018 – MTV Movie & TV Awards[132]
  - Candidatura al miglior ruba-scena a Taika Waititi
  - Candidatura al miglior combattimento a Mark Ruffalo vs. Chris Hemsworth
- 2018 – Premio Hugo
  - Candidatura alla miglior rappresentazione drammatica, forma lunga
- 2018 – Saturn Award[133]
  - Candidatura alla migliore trasposizione da fumetto a film
  - Candidatura alla miglior attrice non protagonista a Tessa Thompson
- 2018 – Teen Choice Awards[134]
  - Miglior attore in un film sci-fi a Chris Hemsworth
  - Candidatura al miglior attore in un film sci-fi a Mark Ruffalo
  - Candidatura alla miglior attrice in un film sci-fi a Tessa Thompson
  - Candidatura al miglior cattivo in un film a Cate Blanchett
  - Candidatura al miglior ruba-scena a Tom Hiddleston

## Sequel
Nel gennaio 2018, Hemsworth ha manifestato il suo interesse nel continuare a interpretare Thor, nonostante il suo contratto con i Marvel Studios terminasse dopo Avengers: Endgame, accreditando Waititi per aver rivitalizzato il suo interesse per il personaggio. Lui e Waititi avevano discusso di quello che avrebbero voluto in un potenziale quarto film di Thor in quel periodo. Ad aprile 2019, Thompson era convinta che ci fosse un'idea per il sequel di Ragnarok che prevedeva il ritorno di Waititi. Nel luglio 2019, Waititi ha firmato un accordo con la Marvel per scrivere e dirigere un quarto film di Thor, intitolato Thor: Love and Thunder, che è uscito il 6 luglio 2022. Tessa Thompson riprende il suo ruolo e Natalie Portman torna a interpretare Jane Foster, in una versione femminile di Thor. Nel febbraio 2020 Jennifer Kaytin Robinson è stata ingaggiata per scrivere con Waititi la sceneggiatura. Chris Pratt, Dave Bautista, Karen Gillan e Pom Klementieff riprendono i loro ruoli di Peter Quill / Star-Lord, Drax il Distruttore, Nebula e Mantis. Le riprese sono iniziate nel gennaio 2021 in Australia e sono terminate nel maggio 2021.